# Wereldbeker freestyleskiën 2021/2022
De wereldbeker freestyleskiën 2021/2022 (officieel: FIS World Cup Freestyle skiing) was een competitie voor freestyleskiërs die georganiseerd werd door de internationale skifederatie FIS. In de wereldbeker zijn zowel voor mannen als voor vrouwen zes disciplines opgenomen (halfpipe, slopestyle, ski cross, aerials, moguls en dual moguls). Voor deze disciplines worden ieder afzonderlijk medailles uitgereikt. Het seizoen begon op 22 oktober 2021 in het Zwitserse Chur en eindigde op 26 maart 2022 in het Zwitserse Silvaplana.

## Mannen

### Kalender
| Datum                                                                                                  | Plaats               | Onderdeel   | Eerste                                              | Tweede                                              | Derde                                               |
| --- | -------------------- | ----------- | --------------------------------------------------- | --------------------------------------------------- | --------------------------------------------------- |
| 22/10/2021                                                                                             | Chur                 | Big air     | Matěj Švancer                                       | Teal Harle                                          | Birk Ruud                                           |
| 20/11/2021                                                                                             | Stubai               | Slopestyle  | Birk Ruud                                           | Max Moffatt                                         | Ferdinand Dahl                                      |
| 27/11/2021                                                                                             | Secret Garden        | Skicross    | Sergej Ridzik                                       | Brady Leman                                         | Bastien Midol                                       |
| 02/12/2021                                                                                             | Ruka                 | Aerials     | Maksim Boerov                                       | Pirmin Werner                                       | Noé Roth                                            |
| 03/12/2021                                                                                             | Ruka                 | Aerials     | Maksim Boerov                                       | Jia Zongyang                                        | Noé Roth                                            |
| 04/12/2021                                                                                             | Ruka                 | Moguls      | Mikaël Kingsbury                                    | Pavel Kolmakov                                      | Ikuma Horishima                                     |
| 04/12/2021                                                                                             | Steamboat Springs    | Big air     | Matěj Švancer                                       | Alexander Hall                                      | Antoine Adelisse                                    |
| 10/12/2021                                                                                             | Copper Mountain      | Halfpipe    | Alex Ferreira                                       | Nico Porteous                                       | Brendan Mackay                                      |
| 10/12/2021                                                                                             | Idre Fjäll           | Moguls      | Ikuma Horishima                                     | Albin Holmgren                                      | Benjamin Cavet                                      |
| 11/12/2021                                                                                             | Idre Fjäll           | Dual Moguls | Mikaël Kingsbury                                    | Ikuma Horishima                                     | Ludvig Fjällström                                   |
| 10/12/2021                                                                                             | Ruka                 | Aerials     | Maksim Boerov                                       | Jia Zongyang                                        | Qi Guangpu                                          |
| 11/12/2021                                                                                             | Ruka                 | Aerials     | Maksim Boerov                                       | Noé Roth                                            | Pirmin Werner                                       |
| 11/12/2021                                                                                             | Val Thorens          | Skicross    | Terence Tchiknavorian                               | Bastien Midol                                       | Florian Wilmsmann                                   |
| 12/12/2021                                                                                             | Val Thorens          | Skicross    | Alex Fiva                                           | Terence Tchiknavorian                               | Simone Deromedis                                    |
| 14/12/2021                                                                                             | Arosa                | Skicross    | David Mobärg                                        | Terence Tchiknavorian                               | Jared Schmidt                                       |
| 17/12/2021                                                                                             | Alpe d'Huez          | Moguls      | Ikuma Horishima                                     | Daichi Hara                                         | Mikaël Kingsbury                                    |
| 18/12/2021                                                                                             | Alpe d'Huez          | Dual Moguls | Mikaël Kingsbury                                    | Walter Wallberg                                     | Ikuma Horishima                                     |
| 19/12/2021                                                                                             | Innichen             | Skicross    | Ryan Regez                                          | Bastien Midol                                       | Reece Howden                                        |
| 20/12/2021                                                                                             | Innichen             | Skicross    | Bastien Midol                                       | Ryan Regez                                          | Tobias Baur                                         |
| 30/12/2021                                                                                             | Calgary              | Halfpipe    | Brendan MacKay                                      | Alex Ferreira                                       | Simon d'Artois                                      |
| 01/01/2022                                                                                             | Calgary              | Halfpipe    | Brendan MacKay                                      | Alex Ferreira                                       | Noah Bowman                                         |
| 05/01/2022                                                                                             | Le Relais            | Aerials     | Sun Jiaxu                                           | Yang Longxiao                                       | Nicolas Gygax                                       |
| 07/01/2022                                                                                             | Mammoth Mountain     | Halfpipe    | Nico Porteous                                       | David Wise                                          | Aaron Blunck                                        |
| 08/01/2022                                                                                             | Mammoth Mountain     | Slopestyle  | Alexander Hall                                      | Nick Goepper                                        | Evan McEachran                                      |
| 07/01/2022                                                                                             | Tremblant            | Moguls      | Mikaël Kingsbury                                    | Walter Wallberg                                     | Ikuma Horishima                                     |
| 08/01/2022                                                                                             | Tremblant            | Moguls      | Mikaël Kingsbury                                    | Walter Wallberg                                     | Ikuma Horishima                                     |
| 12/01/2022                                                                                             | Deer Valley          | Aerials     | Wang Xindi                                          | Yang Longxiao                                       | Sun Jiaxu                                           |
| 13/01/2022                                                                                             | Deer Valley          | Moguls      | Mikaël Kingsbury                                    | Ikuma Horishima                                     | Kosuke Sugimoto                                     |
| 14/01/2022                                                                                             | Deer Valley          | Moguls      | Ikuma Horishima                                     | Mikaël Kingsbury                                    | Walter Wallberg                                     |
| 14/01/2022                                                                                             | Nakiska              | Skicross    | David Mobärg                                        | Kevin Drury                                         | Tobias Müller                                       |
| 15/01/2022                                                                                             | Nakiska              | Skicross    | Kristofor Mahler                                    | Florian Wilmsmann                                   | Ryan Regez                                          |
| 16/01/2022                                                                                             | Font-Romeu           | Slopestyle  | Andri Ragettli                                      | Ben Barclay                                         | Edouard Therriault                                  |
| 22/01/2022                                                                                             | Idre Fjäll           | Skicross    | Ryan Regez                                          | Terence Tchiknavorian                               | Adam Kappacher                                      |
| 23/01/2022                                                                                             | Idre Fjäll           | Skicross    | Ryan Regez                                          | David Mobärg                                        | François Place                                      |
| 23/01/2022                                                                                             | Chiesa in Valmalenco | Moguls      | Afgelast                                            | Afgelast                                            | Afgelast                                            |
| 3 tot en met 20 februari 2022: Olympische Winterspelen 2022 in Peking (telt niet mee voor wereldbeker) |                      |             |                                                     |                                                     |                                                     |
| 26/02/2022                                                                                             | Sunny Valley         | Skicross    | Afgelast, vanwege de Russische invasie van Oekraïne | Afgelast, vanwege de Russische invasie van Oekraïne | Afgelast, vanwege de Russische invasie van Oekraïne |
| 27/02/2022                                                                                             | Sunny Valley         | Skicross    | Afgelast, vanwege de Russische invasie van Oekraïne | Afgelast, vanwege de Russische invasie van Oekraïne | Afgelast, vanwege de Russische invasie van Oekraïne |
| 26/02/2022                                                                                             | Jaroslavl            | Aerials     | Afgelast, vanwege de Russische invasie van Oekraïne | Afgelast, vanwege de Russische invasie van Oekraïne | Afgelast, vanwege de Russische invasie van Oekraïne |
| 26/02/2022                                                                                             | Tazawako             | Moguls      | Afgelast                                            | Afgelast                                            | Afgelast                                            |
| 27/02/2022                                                                                             | Tazawako             | Dual moguls | Afgelast                                            | Afgelast                                            | Afgelast                                            |
| 05/03/2022                                                                                             | Bakoeriani           | Slopestyle  | Andri Ragettli                                      | Colin Wili                                          | Thierry Wili                                        |
| 05/03/2022                                                                                             | Moskou               | Aerials     | Afgelast, vanwege de Russische invasie van Oekraïne | Afgelast, vanwege de Russische invasie van Oekraïne | Afgelast, vanwege de Russische invasie van Oekraïne |
| 12/03/2022                                                                                             | Tignes               | Slopestyle  | Birk Ruud                                           | Max Moffatt                                         | Jesper Tjäder                                       |
| 12/03/2022                                                                                             | Chiesa in Valmalenco | Dual Moguls | Mikaël Kingsbury                                    | Ikuma Horishima                                     | Walter Wallberg                                     |
| 12/03/2022                                                                                             | Almaty               | Dual Moguls | Afgelast                                            | Afgelast                                            | Afgelast                                            |
| 13/03/2022                                                                                             | Almaty               | Aerials     | Afgelast                                            | Afgelast                                            | Afgelast                                            |
| 13/03/2022                                                                                             | Reiteralm            | Skicross    | Reece Howden                                        | Ryo Sugai                                           | Alex Fiva                                           |
| 18/03/2022                                                                                             | Megève               | Moguls      | Mikaël Kingsbury                                    | Ikuma Horishima                                     | Walter Wallberg                                     |
| 19/03/2022                                                                                             | Megève               | Dual Moguls | Mikaël Kingsbury                                    | Ikuma Horishima                                     | Ludvig Fjällström                                   |
| 19/03/2022                                                                                             | Veysonnaz            | Skicross    | David Mobärg                                        | Simone Deromedis                                    | Brady Leman                                         |
| 26/03/2022                                                                                             | Silvaplana           | Slopestyle  | Birk Ruud                                           | Mac Forehand                                        | Andri Ragettli                                      |

### Eindstanden
| Moguls + Dual Moguls | Moguls + Dual Moguls | Moguls + Dual Moguls | Moguls + Dual Moguls |
| #                    | Naam                 | Land                 | Punten               |
| -------------------- | -------------------- | -------------------- | -------------------- |
| 1                    | Mikaël Kingsbury     | CAN                  | 1072                 |
| 2                    | Ikuma Horishima      | JPN                  | 940                  |
| 3                    | Walter Wallberg      | SWE                  | 613                  |
| 4                    | Ludvig Fjällström    | SWE                  | 461                  |
| 5                    | Kosuke Sugimoto      | JPN                  | 424                  |
| 6                    | Pavel Kolmakov       | KAZ                  | 368                  |
| 7                    | Benjamin Cavet       | FRA                  | 339                  |
| 8                    | Cole McDonald        | USA                  | 272                  |
| 9                    | Bradley Wilson       | USA                  | 256                  |
| 10                   | Jimi Salonen         | FIN                  | 255                  |

| Park&Pipe | Park&Pipe        | Park&Pipe | Park&Pipe |
| #         | Naam             | Land      | Punten    |
| --------- | ---------------- | --------- | --------- |
| 1         | Birk Ruud        | NOR       | 386       |
| 2         | Andri Ragettli   | SUI       | 310       |
| 3         | Alexander Hall   | USA       | 273       |
| 4         | Brendan MacKay   | CAN       | 260       |
| 5         | Alex Ferreira    | USA       | 260       |
| 6         | Max Moffatt      | CAN       | 236       |
| 7         | Matěj Švancer    | AUT       | 230       |
| 8         | Mac Forehand     | USA       | 226       |
| 9         | Oliwer Magnusson | SWE       | 187       |
| 10        | Nico Porteous    | NZL       | 180       |

| Big air | Big air          | Big air | Big air |
| #       | Naam             | Land    | Punten  |
| ------- | ---------------- | ------- | ------- |
| 1       | Matěj Švancer    | AUT     | 200     |
| 2       | Alexander Hall   | USA     | 120     |
| 3       | Birk Ruud        | NOR     | 86      |
| 4       | Antoine Adelisse | FRA     | 84      |
| 5       | Teal Harle       | CAN     | 80      |
| 6       | David Zehentner  | GER     | 72      |
| 7       | Oliwer Magnusson | SWE     | 64      |
| 8       | Ben Barclay      | NZL     | 49      |
| 9       | Max Moffatt      | CAN     | 45      |
| 10      | Tormod Frostad   | NOR     | 45      |

| Moguls | Moguls            | Moguls | Moguls |
| #      | Naam              | Land   | Punten |
| ------ | ----------------- | ------ | ------ |
| 1      | Mikaël Kingsbury  | CAN    | 672    |
| 2      | Ikuma Horishima   | JPN    | 640    |
| 3      | Walter Wallberg   | SWE    | 405    |
| 4      | Kosuke Sugimoto   | JPN    | 328    |
| 5      | Ludvig Fjällström | SWE    | 259    |
| 6      | Pavel Kolmakov    | KAZ    | 255    |
| 7      | Benjamin Cavet    | FRA    | 219    |
| 8      | Nick Page         | USA    | 201    |
| 9      | Daichi Hara       | JPN    | 182    |
| 10     | Brodie Summers    | AUS    | 178    |

| Halfpipe | Halfpipe       | Halfpipe | Halfpipe |
| #        | Naam           | Land     | Punten   |
| -------- | -------------- | -------- | -------- |
| 1        | Brendan MacKay | CAN      | 260      |
| 2        | Alex Ferreira  | USA      | 260      |
| 3        | Nico Porteous  | NZL      | 180      |
| 4        | David Wise     | USA      | 180      |
| 5        | Noah Bowman    | CAN      | 150      |
| 6        | Birk Irving    | USA      | 145      |
| 7        | Ben Harrington | NZL      | 116      |
| 8        | Simon d'Artois | CAN      | 105      |
| 9        | Dylan Ladd     | USA      | 101      |
| 10       | Lyman Currier  | USA      | 99       |

| Skicross | Skicross              | Skicross | Skicross |
| #        | Naam                  | Land     | Punten   |
| -------- | --------------------- | -------- | -------- |
| 1        | Ryan Regez            | SUI      | 559      |
| 2        | Terence Tchiknavorian | FRA      | 506      |
| 3        | Bastien Midol         | FRA      | 465      |
| 4        | David Mobärg          | SWE      | 430      |
| 5        | Florian Wilmsmann     | GER      | 345      |
| 6        | Johannes Rohrweck     | AUT      | 342      |
| 7        | Tristan Takats        | AUT      | 313      |
| 8        | Brady Leman           | CAN      | 296      |
| 9        | Erik Mobärg           | SWE      | 287      |
| 10       | Alex Fiva             | SUI      | 284      |

| Dual Moguls | Dual Moguls       | Dual Moguls | Dual Moguls |
| #           | Naam              | Land        | Punten      |
| ----------- | ----------------- | ----------- | ----------- |
| 1           | Mikaël Kingsbury  | CAN         | 400         |
| 2           | Ikuma Horishima   | JPN         | 300         |
| 3           | Walter Wallberg   | SWE         | 208         |
| 4           | Ludvig Fjällström | SWE         | 202         |
| 5           | Cole McDonald     | USA         | 133         |
| 6           | Dylan Walczyk     | USA         | 123         |
| 7           | Benjamin Cavet    | FRA         | 120         |
| 8           | Pavel Kolmakov    | KAZ         | 113         |
| 9           | Bradley Wilson    | USA         | 102         |
| 10          | Kosuke Sugimoto   | JPN         | 96          |

| Slopestyle | Slopestyle       | Slopestyle | Slopestyle |
| #          | Naam             | Land       | Punten     |
| ---------- | ---------------- | ---------- | ---------- |
| 1          | Andri Ragettli   | SUI        | 310        |
| 2          | Birk Ruud        | NOR        | 300        |
| 3          | Mac Forehand     | USA        | 194        |
| 4          | Max Moffatt      | CAN        | 191        |
| 5          | Alexander Hall   | USA        | 153        |
| 6          | Fabian Bösch     | SUI        | 147        |
| 7          | Colin Wili       | SUI        | 133        |
| 8          | Jesper Tjäder    | SWE        | 126        |
| 9          | Oliwer Magnusson | SWE        | 123        |
| 10         | Hunter Henderson | USA        | 122        |

| Aerials | Aerials         | Aerials | Aerials |
| #       | Naam            | Land    | Punten  |
| ------- | --------------- | ------- | ------- |
| 1       | Maksim Boerov   | RUS     | 400     |
| 2       | Sun Jiaxu       | CHN     | 266     |
| 3       | Jia Zongyang    | CHN     | 251     |
| 4       | Yang Longxiao   | CHN     | 224     |
| 5       | Qi Guangpu      | CHN     | 218     |
| 6       | Pirmin Werner   | SUI     | 216     |
| 7       | Wang Xindi      | CHN     | 210     |
| 8       | Noé Roth        | SUI     | 207     |
| 9       | Dmytro Kotovski | UKR     | 168     |
| 10      | Eric Loughran   | USA     | 141     |

## Vrouwen

### Kalender
| Datum                                                                                                  | Plaats               | Onderdeel   | Eerste                                              | Tweede                                              | Derde                                               |
| --- | -------------------- | ----------- | --------------------------------------------------- | --------------------------------------------------- | --------------------------------------------------- |
| 22/10/2021                                                                                             | Chur                 | Big air     | Tess Ledeux                                         | Sarah Höfflin                                       | Elena Gaskell                                       |
| 20/11/2021                                                                                             | Stubai               | Slopestyle  | Kelly Sildaru                                       | Sarah Höfflin                                       | Johanne Killi                                       |
| 27/11/2021                                                                                             | Secret Garden        | Skicross    | Sandra Näslund                                      | Fanny Smith                                         | Marielle Berger Sabbatel                            |
| 02/12/2021                                                                                             | Ruka                 | Aerials     | Kong Fanyu                                          | Shao Qi                                             | Zjanbota Aldabergenova                              |
| 03/12/2021                                                                                             | Ruka                 | Aerials     | Xu Mengtao                                          | Kong Fanyu                                          | Hanna Hoeskova                                      |
| 04/12/2021                                                                                             | Ruka                 | Moguls      | Olivia Giaccio                                      | Jakara Anthony                                      | Kai Owens                                           |
| 04/12/2021                                                                                             | Steamboat Springs    | Big air     | Gu Ailing Eileen                                    | Tess Ledeux                                         | Johanne Killi                                       |
| 10/12/2021                                                                                             | Copper Mountain      | Halfpipe    | Gu Ailing Eileen                                    | Rachael Karker                                      | Kelly Sildaru                                       |
| 10/12/2021                                                                                             | Idre Fjäll           | Moguls      | Anri Kawamura                                       | Perrine Laffont                                     | Jakara Anthony                                      |
| 11/12/2021                                                                                             | Idre Fjäll           | Dual Moguls | Perrine Laffont                                     | Rino Yanagimoto                                     | Jakara Anthony                                      |
| 10/12/2021                                                                                             | Ruka                 | Aerials     | Anastasia Novosad                                   | Xu Mengtao                                          | Olga Poljoek                                        |
| 11/12/2021                                                                                             | Ruka                 | Aerials     | Danielle Scott                                      | Laura Peel                                          | Xu Mengtao                                          |
| 11/12/2021                                                                                             | Val Thorens          | Skicross    | Sandra Näslund                                      | Brittany Phelan                                     | Marielle Berger Sabbatel                            |
| 12/12/2021                                                                                             | Val Thorens          | Skicross    | Sandra Näslund                                      | Fanny Smith                                         | Marielle Thompson                                   |
| 14/12/2021                                                                                             | Arosa                | Skicross    | Marielle Thompson                                   | Fanny Smith                                         | Zoe Chore                                           |
| 17/12/2021                                                                                             | Alpe d'Huez          | Moguls      | Jakara Anthony                                      | Anri Kawamura                                       | Tess Johnson                                        |
| 18/12/2021                                                                                             | Alpe d'Huez          | Dual Moguls | Jakara Anthony                                      | Anastasia Smirnova                                  | Kai Owens                                           |
| 19/12/2021                                                                                             | Innichen             | Skicross    | Sandra Näslund                                      | Fanny Smith                                         | Brittany Phelan                                     |
| 20/12/2021                                                                                             | Innichen             | Skicross    | Sandra Näslund                                      | Fanny Smith                                         | Marielle Thompson                                   |
| 30/12/2021                                                                                             | Calgary              | Halfpipe    | Gu Ailing Eileen                                    | Hanna Faulhaber                                     | Rachael Karker                                      |
| 01/01/2022                                                                                             | Calgary              | Halfpipe    | Gu Ailing Eileen                                    | Rachael Karker                                      | Hanna Faulhaber                                     |
| 05/01/2022                                                                                             | Le Relais            | Aerials     | Xu Mengtao                                          | Marion Thenault                                     | Kong Fanyu                                          |
| 07/01/2022                                                                                             | Mammoth Mountain     | Halfpipe    | Gu Ailing Eileen                                    | Kelly Sildaru                                       | Brita Sigourney                                     |
| 08/01/2022                                                                                             | Mammoth Mountain     | Slopestyle  | Kelly Sildaru                                       | Gu Ailing Eileen                                    | Maggie Voisin                                       |
| 07/01/2022                                                                                             | Tremblant            | Moguls      | Anri Kawamura                                       | Perrine Laffont                                     | Tess Johnson                                        |
| 08/01/2022                                                                                             | Tremblant            | Moguls      | Perrine Laffont                                     | Jakara Anthony                                      | Anri Kawamura                                       |
| 12/01/2022                                                                                             | Deer Valley          | Aerials     | Laura Peel                                          | Kong Fanyu                                          | Hanna Hoeskova                                      |
| 13/01/2022                                                                                             | Deer Valley          | Moguls      | Perrine Laffont                                     | Anri Kawamura                                       | Jakara Anthony                                      |
| 14/01/2022                                                                                             | Deer Valley          | Moguls      | Anri Kawamura                                       | Jakara Anthony                                      | Perrine Laffont                                     |
| 14/01/2022                                                                                             | Nakiska              | Skicross    | Sandra Näslund                                      | Fanny Smith                                         | Daniela Maier                                       |
| 15/01/2022                                                                                             | Nakiska              | Skicross    | Sandra Näslund                                      | Marielle Thompson                                   | Fanny Smith                                         |
| 16/01/2022                                                                                             | Font-Romeu           | Slopestyle  | Tess Ledeux                                         | Marin Hamill                                        | Lara Wolf                                           |
| 22/01/2022                                                                                             | Idre Fjäll           | Skicross    | Sandra Näslund                                      | Alexandra Edebo                                     | Jade Grillet Aubert                                 |
| 23/01/2022                                                                                             | Idre Fjäll           | Skicross    | Sandra Näslund                                      | Jade Grillet Aubert                                 | Katrin Ofner                                        |
| 23/01/2022                                                                                             | Chiesa in Valmalenco | Moguls      | Afgelast                                            | Afgelast                                            | Afgelast                                            |
| 3 tot en met 20 februari 2022: Olympische Winterspelen 2022 in Peking (telt niet mee voor wereldbeker) |                      |             |                                                     |                                                     |                                                     |
| 26/02/2022                                                                                             | Sunny Valley         | Skicross    | Afgelast, vanwege de Russische invasie van Oekraïne | Afgelast, vanwege de Russische invasie van Oekraïne | Afgelast, vanwege de Russische invasie van Oekraïne |
| 27/02/2022                                                                                             | Sunny Valley         | Skicross    | Afgelast, vanwege de Russische invasie van Oekraïne | Afgelast, vanwege de Russische invasie van Oekraïne | Afgelast, vanwege de Russische invasie van Oekraïne |
| 26/02/2022                                                                                             | Jaroslavl            | Aerials     | Afgelast, vanwege de Russische invasie van Oekraïne | Afgelast, vanwege de Russische invasie van Oekraïne | Afgelast, vanwege de Russische invasie van Oekraïne |
| 26/02/2022                                                                                             | Tazawako             | Moguls      | Afgelast                                            | Afgelast                                            | Afgelast                                            |
| 27/02/2022                                                                                             | Tazawako             | Dual moguls | Afgelast                                            | Afgelast                                            | Afgelast                                            |
| 05/03/2022                                                                                             | Bakoeriani           | Slopestyle  | Megan Oldham                                        | Sarah Höfflin                                       | Alia Delia Eichinger                                |
| 05/03/2022                                                                                             | Moskou               | Aerials     | Afgelast, vanwege de Russische invasie van Oekraïne | Afgelast, vanwege de Russische invasie van Oekraïne | Afgelast, vanwege de Russische invasie van Oekraïne |
| 12/03/2022                                                                                             | Tignes               | Slopestyle  | Afgelast                                            | Afgelast                                            | Afgelast                                            |
| 12/03/2022                                                                                             | Chiesa in Valmalenco | Dual Moguls | Jakara Anthony                                      | Perrine Laffont                                     | Jaelin Kauf                                         |
| 12/03/2022                                                                                             | Almaty               | Dual Moguls | Afgelast                                            | Afgelast                                            | Afgelast                                            |
| 13/03/2022                                                                                             | Almaty               | Aerials     | Afgelast                                            | Afgelast                                            | Afgelast                                            |
| 13/03/2022                                                                                             | Reiteralm            | Skicross    | Sandra Näslund                                      | Marielle Thompson                                   | Brittany Phelan                                     |
| 18/03/2022                                                                                             | Megève               | Moguls      | Perrine Laffont                                     | Jakara Anthony                                      | Anri Kawamura                                       |
| 19/03/2022                                                                                             | Megève               | Dual Moguls | Perrine Laffont                                     | Jakara Anthony                                      | Jaelin Kauf                                         |
| 19/03/2022                                                                                             | Veysonnaz            | Skicross    | Sandra Näslund                                      | Marielle Thompson                                   | Fanny Smith                                         |
| 26/03/2022                                                                                             | Silvaplana           | Slopestyle  | Kelly Sildaru                                       | Tess Ledeux                                         | Johanne Killi                                       |

### Eindstanden
| Moguls + Dual Moguls | Moguls + Dual Moguls | Moguls + Dual Moguls | Moguls + Dual Moguls |
| #                    | Naam                 | Land                 | Punten               |
| -------------------- | -------------------- | -------------------- | -------------------- |
| 1                    | Jakara Anthony       | AUS                  | 925                  |
| 2                    | Perrine Laffont      | FRA                  | 906                  |
| 3                    | Anri Kawamura        | JPN                  | 704                  |
| 4                    | Olivia Giaccio       | USA                  | 448                  |
| 5                    | Tess Johnson         | USA                  | 427                  |
| 6                    | Kai Owens            | USA                  | 406                  |
| 7                    | Jaelin Kauf          | USA                  | 330                  |
| 8                    | Hannah Soar          | USA                  | 325                  |
| 9                    | Rino Yanagimoto      | JPN                  | 288                  |
| 10                   | Elizabeth Lemley     | USA                  | 260                  |

| Park&Pipe | Park&Pipe        | Park&Pipe | Park&Pipe |
| #         | Naam             | Land      | Punten    |
| --------- | ---------------- | --------- | --------- |
| 1         | Gu Ailing Eileen | CHN       | 580       |
| 2         | Kelly Sildaru    | EST       | 469       |
| 3         | Tess Ledeux      | FRA       | 364       |
| 4         | Sarah Höfflin    | SUI       | 309       |
| 5         | Hanna Faulhaber  | USA       | 235       |
| 6         | Rachael Karker   | CAN       | 220       |
| 7         | Johanne Killi    | NOR       | 209       |
| 8         | Megan Oldham     | CAN       | 194       |
| 9         | Lara Wolf        | AUT       | 175       |
| 10        | Zhang Kexin      | CHN       | 167       |

| Big air | Big air          | Big air | Big air |
| #       | Naam             | Land    | Punten  |
| ------- | ---------------- | ------- | ------- |
| 1       | Tess Ledeux      | FRA     | 180     |
| 2       | Sarah Höfflin    | SUI     | 120     |
| 3       | Elena Gaskell    | CAN     | 110     |
| 4       | Gu Ailing Eileen | CHN     | 100     |
| 5       | Johanne Killi    | NOR     | 89      |
| 6       | Giulia Tanno     | SUI     | 86      |
| 7       | Sandra Eie       | NOR     | 77      |
| 8       | Olivia Asselin   | CAN     | 52      |
| 9       | Silvia Bertagna  | ITA     | 52      |
| 10      | Yang Shuorui     | CHN     | 50      |

| Moguls | Moguls           | Moguls | Moguls |
| #      | Naam             | Land   | Punten |
| ------ | ---------------- | ------ | ------ |
| 1      | Perrine Laffont  | FRA    | 610    |
| 2      | Anri Kawamura    | JPN    | 609    |
| 3      | Jakara Anthony   | AUS    | 585    |
| 4      | Olivia Giaccio   | USA    | 350    |
| 5      | Tess Johnson     | USA    | 318    |
| 6      | Kisara Sumiyoshi | JPN    | 210    |
| 7      | Kai Owens        | USA    | 206    |
| 8      | Hannah Soar      | USA    | 197    |
| 9      | Elizabeth Lemley | USA    | 195    |
| 10     | Rino Yanagimoto  | JPN    | 193    |

| Halfpipe | Halfpipe         | Halfpipe | Halfpipe |
| #        | Naam             | Land     | Punten   |
| -------- | ---------------- | -------- | -------- |
| 1        | Gu Ailing Eileen | CHN      | 400      |
| 2        | Hanna Faulhaber  | USA      | 235      |
| 3        | Rachael Karker   | CAN      | 220      |
| 4        | Zhang Kexin      | CHN      | 167      |
| 5        | Li Fanghui       | CHN      | 142      |
| 6        | Kelly Sildaru    | EST      | 140      |
| 7        | Cassie Sharpe    | CAN      | 126      |
| 8        | Amy Fraser       | CAN      | 124      |
| 9        | Saori Suzuki     | JPN      | 119      |
| 10       | Brita Sigourney  | USA      | 110      |

| Skicross | Skicross            | Skicross | Skicross |
| #        | Naam                | Land     | Punten   |
| -------- | ------------------- | -------- | -------- |
| 1        | Sandra Näslund      | SWE      | 1150     |
| 2        | Fanny Smith         | SUI      | 641      |
| 3        | Marielle Thompson   | CAN      | 549      |
| 4        | Brittany Phelan     | CAN      | 453      |
| 5        | Jade Grillet Aubert | FRA      | 396      |
| 6        | Katrin Ofner        | AUT      | 376      |
| 7        | Hannah Schmidt      | CAN      | 372      |
| 8        | Daniela Maier       | GER      | 358      |
| 9        | Alexandra Edebo     | SWE      | 312      |
| 10       | Courtney Hoffos     | CAN      | 306      |

| Dual Moguls | Dual Moguls        | Dual Moguls | Dual Moguls |
| #           | Naam               | Land        | Punten      |
| ----------- | ------------------ | ----------- | ----------- |
| 1           | Jakara Anthony     | AUS         | 340         |
| 2           | Perrine Laffont    | FRA         | 296         |
| 3           | Kai Owens          | USA         | 200         |
| 4           | Jaelin Kauf        | USA         | 192         |
| 5           | Hannah Soar        | USA         | 128         |
| 6           | Anastasia Smirnova | RUS         | 109         |
| 7           | Tess Johnson       | USA         | 109         |
| 8           | Sofiane Gagnon     | CAN         | 104         |
| 9           | Maia Schwinghammer | CAN         | 99          |
| 10          | Olivia Giaccio     | USA         | 98          |

| Slopestyle | Slopestyle           | Slopestyle | Slopestyle |
| #          | Naam                 | Land       | Punten     |
| ---------- | -------------------- | ---------- | ---------- |
| 1          | Kelly Sildaru        | EST        | 300        |
| 2          | Sarah Höfflin        | SUI        | 189        |
| 3          | Tess Ledeux          | FRA        | 184        |
| 4          | Megan Oldham         | CAN        | 162        |
| 5          | Marin Hamill         | USA        | 136        |
| 6          | Kirsty Muir          | GBR        | 135        |
| 7          | Lara Wolf            | AUT        | 131        |
| 8          | Johanne Killi        | NOR        | 120        |
| 9          | Alia Delia Eichinger | GER        | 114        |
| 10         | Katie Summerhayes    | GBR        | 112        |

| Aerials | Aerials                | Aerials | Aerials |
| #       | Naam                   | Land    | Punten  |
| ------- | ---------------------- | ------- | ------- |
| 1       | Xu Mengtao             | CHN     | 385     |
| 2       | Kong Fanyu             | CHN     | 361     |
| 3       | Laura Peel             | AUS     | 294     |
| 4       | Danielle Scott         | AUS     | 280     |
| 5       | Anastasia Novosad      | UKR     | 229     |
| 6       | Shao Qi                | CHN     | 223     |
| 7       | Zjanbota Aldabergenova | KAZ     | 214     |
| 8       | Marion Thénault        | CAN     | 207     |
| 9       | Flavie Aumond          | CAN     | 156     |
| 10      | Olga Poljoek           | UKR     | 143     |